# Kari Parman
Kari Parman är en svensk politiker, tidigare aktiv inom Socialdemokraterna, som framför allt är verksam i Gnosjö kommun. Han har blivit välkänd som debattör genom att regelbundet skriva insändare och debattartiklar i olika nyhetskanaler om välfärd, rättssäkerhet, skola och äldreomsorg.Sverige sviker sina prnsionärer
1. ↑  ”Sverige sviker sina pensionärer – var är ilskan?”. Dagens Arena. https://www.dagensarena.se/opinion/sverige-sviker-sina-pensionarer-var-ar-ilskan/. Läst 17 augusti 2025.